# حبيب بن زيد بن عاصم
حبيب بن زيد بن عاصم (المتوفي سنة 11 هـ) صحابي من الأنصار من بني مازن بن النجار من الخزرج، شهد بيعة العقبة الثانية مع أبيه زيد بن عاصم، وأمه أم عمارة، وأخيه عبد الله، وكان هو رسول النبي محمد ﷺ إلى مسيلمة الكذاب، فسأله مسيلمة: «أتشهد أن محمدًا رسول الله؟»، قال: «نعم»، ثم قال: «أتشهد أني رسول الله؟»، قال حبيب: «أنا أصم لا أسمع»، ففعل ذلك مرارًا، فقطعه مسيلمة عضوًا عضوًا، حتى مات.